# Horizont van Hallembaye 1

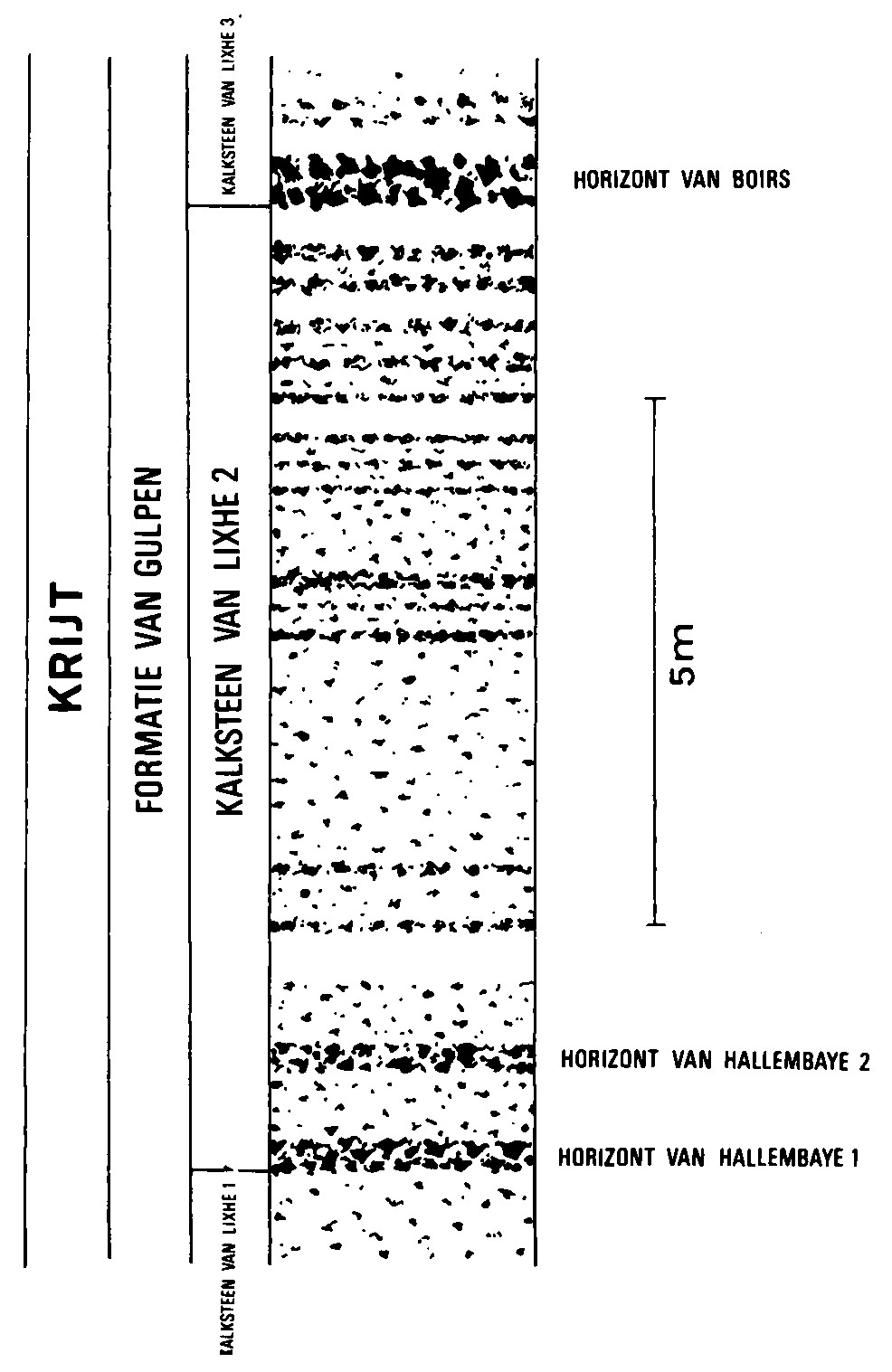
Lithologisch profiel van de Kalksteen van Lixhe 2 in de Groeve Kreco te Halembaye

De Horizont van Hallembaye 1 of Horizont van Halembaye 1 is een dunne laag in de ondergrond van het Nederlandse Zuid-Limburg. De horizont is onderdeel van de Formatie van Gulpen en stamt uit het laatste deel van het Krijt (het Maastrichtien, ongeveer 68 miljoen jaar geleden).
Normaal gesproken ligt de Horizont van Hallembaye 1 boven op de oudere Kalksteen van Lixhe 1 en onder de jongere Kalksteen van Lixhe 2, beide ook onderdeel van de Formatie van Gulpen.
Vlak boven het Horizont van Hallembaye 1 ligt ook de Horizont van Hallembaye 2.

## Zie ook

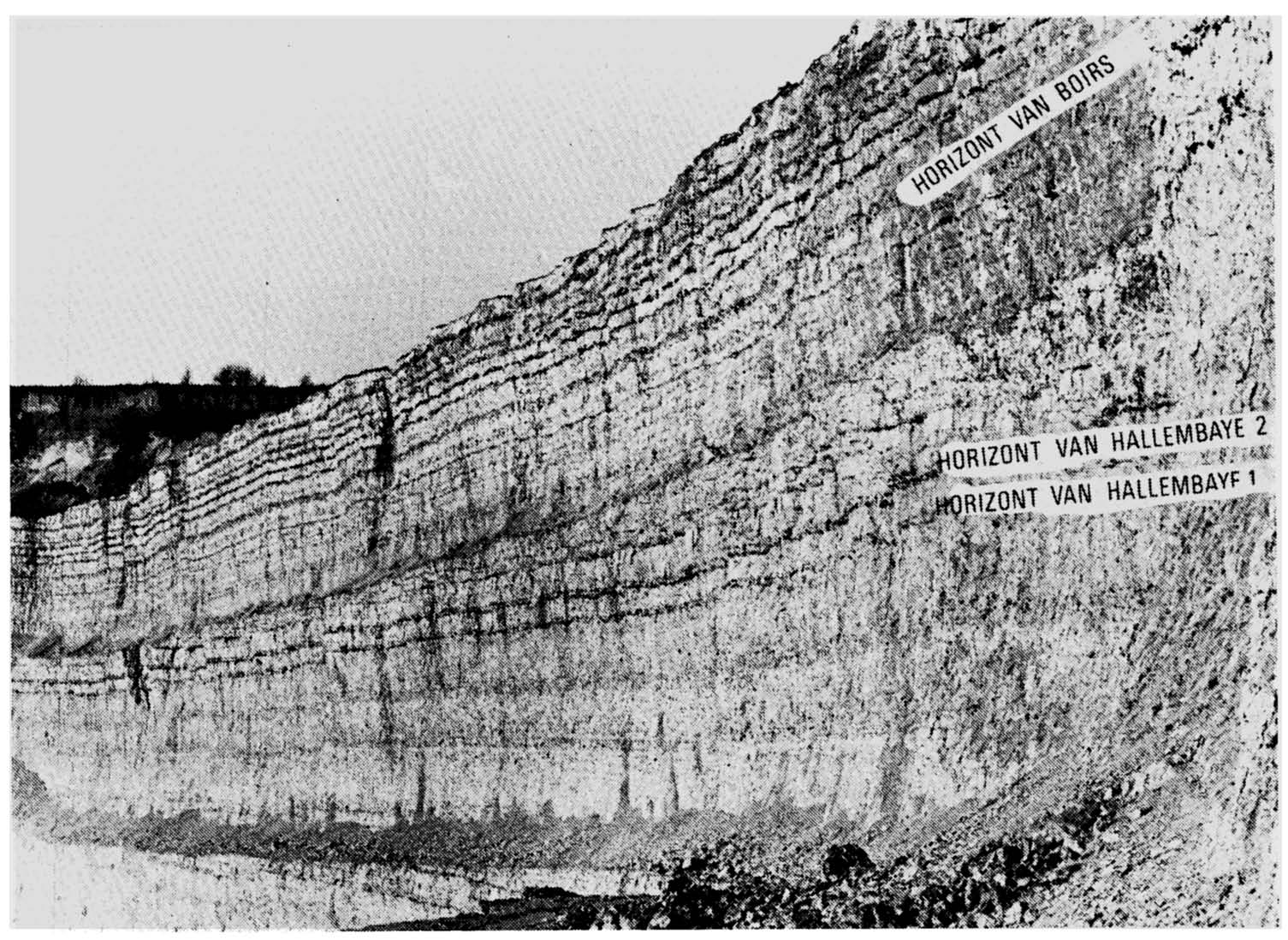
Kalksteenwand met Horizont van Hallembaye 1 gemarkeerd